# Cezieni, Olt
Cezieni este satul de reședință al comunei cu același nume din județul Olt, Oltenia, România. Se află în partea de vest a județului, în Câmpia Romanați, pe malul drept al râului Teslui.